# 11515 Oshijyo
11515 Oshijyo (tên chỉ định: 1991 CR1) là một tiểu hành tinh vành đai chính. Nó được phát hiện bởi Masaru Arai và Hiroshi Mori ở Yorii Observatory ngày 12 tháng 2 năm 1991. Nó được đặt theo tên the Oshi castle thuộc Gyōda, Saitama Prefecture, Nhật Bản.